# Hibrid könyvtár
A hibrid könyvtár könyvtárosok körében használt kifejezés azon könyvtárak leírására, amelyekben egyaránt szerepel tradicionális, nyomtatott könyvtári és elektronikus forrás is.

## Áttekintés
A hibrid könyvtárak a hagyományos nyomtatott termékeket, mint például a könyv vagy a magazin, és az elektronikus formájú dokumentumokat, mint például a letölthető hangoskönyvek, elektronikus folyóiratok, e-könyvek is tárolják. A hibrid típusú könyvtár az új norma a legtöbb köz- és felsőoktatási könyvtárban.
A „hibrid könyvtár” kifejezést először valószínűleg Chris Rusbridge használta egy cikkében a D-lib magazine számára, 1998-ban.
A hibrid könyvtárak az 1990-es években tudtak fejlődni igazán, amikor az elektronikus források könnyebben elérhetővé váltak a könyvtárak számára. 
A hibrid könyvtár az új norma a levéltárosok körében is. A digitalizálás megváltoztatta a történelmi tárgyak tárolási módját. A levéltárosok manapság digitális technológiát használnak arra, hogy tartósítsanak olyan dokumentumokat, amelyeket a múltban csak mikrofilmmel tudtak. Mikrofilm helyett digitális módszerekkel teszik lehetővé az online elérést a kutatók számára.
A hibrid könyvtárak megjelenésével új problémák merültek fel a szerzői jogokkal kapcsolatban a könyvtárak számára. A bonyolult és folyamatosan változó szerzői jogok az Egyesült Államokban és az Európai Unión belül is kihívást jelentett rengeteg könyvtárnak. Biztosra kellett menniük, hogy a felhasználók jogosan használják ezeket a digitális eszközöket.
A hibrid könyvtárak olvasóinak a könyvtár képzett személyzete segít abban a mérhetetlen mennyiségű információban navigálni, amely a digitális korban elérhető. Ezek a könyvtárosok az elektronikus médiával és a nyomtatott formával kapcsolatban is kiképzést kapnak.

## A hibrid könyvtárak nehézsége
A digitális szakadék miatt szembe kerül néhány problémával a hibrid könyvtár. Csak akkor lesz hasznos bármilyen fejlődés az informatikában, ha tudjuk, hogy kell azt használni. A digitális szakadék kifejezés az informatikai tudással rendelkező emberek és az ezzel nem rendelkező személyek közötti szakadékot jelenti.
A legtöbb könyvtár manapság hibrid. A könyvtárak különböző forrású és formátumú dokumentumokat tárolnak. Néhány gyakori forma például elektronikus folyóiratok, nyomtatott tanulmányok, CD és DVD. A hibrid könyvtárak főbb alkotói között említhetjük a felhasználói felületeket, gyűjteményeket, kezelő- és keresőrendszereket. A legfőbb komponens az a kezelő-, illetve keresőrendszer, amelyet úgy terveztek, hogy különböző gyűjteményekben és különböző szolgáltatóknál tudjon keresni. A kezelőfelületet általánosan érthetővé és egyszerűvé kell tenni a használók számára.

## Gyűjtemények
A gyűjtemény gyarapítása is kihívás a hibrid könyvtáraknak. A gyűjtési folyamat hasonló a hagyományos könyvtárak módjaihoz. A könyvtáraknak oda kell figyelniük az üzemeltetők jogi szerződéseire az adatbázissal kapcsolatban. Ha a könyvtár archiválni akarná az elektronikus forrásait, akkor jogi problémákkal, például szellemi tulajdon, kerülne szembe.

## A digitális média megőrzése
Bármely új digitális technológia kapcsán, amely kapcsolatban áll a digitális információtárolással, a legfőbb probléma a tartósság. A digitálisan tárolt média, mint a lemezek és kazetták, veszítenek a minőségükből az idő múlásával. Legnagyobb kérdés a digitális megőrzéssel, hogy mit és mennyit kellene eltárolni. Ahhoz, hogy a digitális megőrzés költségkímélő legyen, a különböző digitális médiákat szabványosítani kell. Ezt a következő három módon tudjuk megvalósítani.

### Technológiai megőrzés, emuláció, átcsoportosítás
A technológiai megőrzés esetén a hardveren és a szoftveren elérhető információt is megőrizzük. Ez nem feltétlenül költséghatékony, mert az így mentett adatváltozásokat, illetve újításokat is jegyezni kell.
Az emulációnál az emulátorprogram lemásolja az adat hardver- és szoftververzióját, és az eredeti formájukban jeleníti meg azt.
Az átcsoportosításnál a hagyományosan kezelt dokumentumot átalakítjuk digitális formátummá.